# 아카사카 BLITZ

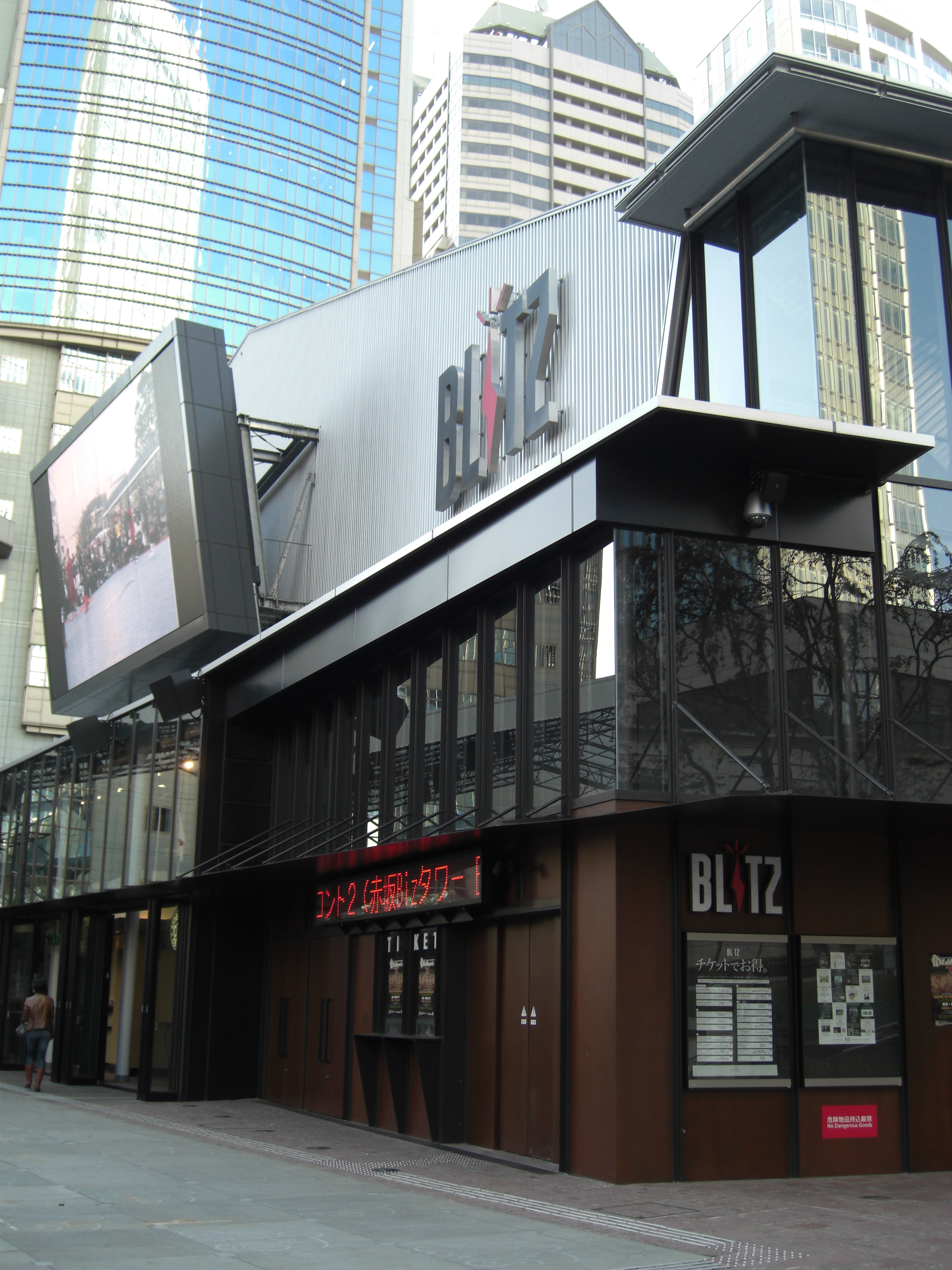
아카사카 BLITZ

아카사카 BLITZ는 일본 도쿄도 미나토구에 있는, TBS TV에서 운영하는 라이브 공연장이다. 1996년 문을 연고 2003년 재개발을 위해 폐쇄한뒤, 2008년 3월 20일 다시 문을 열었다.